# Деноминационализм
Деноминационализм (англ. Denominationalism) — разделение религии на отдельные группы, секты, школы, деноминации. Деноминационалистское мировоззрение подразумевает, что все или некоторые христианские конфессии (деноминации) являются разновидностями одной и той же сущности, несмотря на все внешние отличия. Католическая и Православная церкви не используют этот термин в своём богословии[уточнить], так как данная богословская концепция несовместима с их учением. Деноминационализм распространён среди протестантских церквей.